# أوتو براون (كاتب)
أوتو بروان Otto Braun (ولد في 28 سبتمبر 1900 في إسمانينج – ومات في 15 أغسطس 1974 في فارنا) كاتب ألماني، كان ناشطا في الحزب الشيوعي الألماني، شغل منصب السكرتير الأول لاتحاد الكتاب الألماني في جمهورية ألمانيا الشرقية.

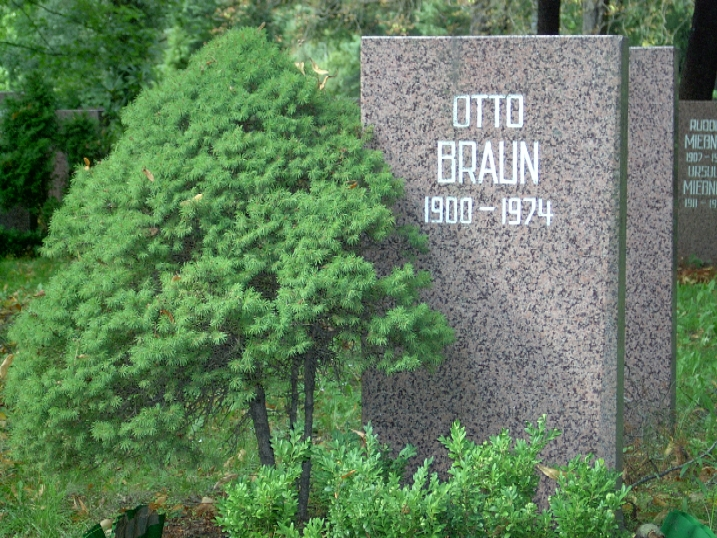
قبر أوتو براون

انضم إلى الحزب الشيوعي الألماني KPD عام 1919، واشترك في الانتفاضات التي شهدتها منطقة وسط ألمانيا. واعتقل في عام 1926 حتى عام 1928 في برلين، حتى قامت مجموعة بزعامة أولجا بيناريو رفيقته بتحريره، وهرب إلى موسكو، حيث التحق هناك بإحدى الأكاديميات العسكرية.
ثم عمل في عام 1932 لصالح المخابرات الحربية الروسية ورحل في مهمة لها إلى الصين. وقام بمهام استشارية لقيادة الجيش الشيوعية تحت اسم مستعار هو لي دي Li De.
وعمل في عام 1939 محررا ومترجما في إحدى دور النشر في موسكو. وفي عام 1954 عاد إلى [ألمانيا] الشرقية حيث انضم إلى حزب الوحدة الحاكم، وكان مسؤولا عن إصدار الأعمال الكاملة للينين باللغة الألمانية. تولى بين عامي 1961 و1963 منصب الأمين العام الأول لاتحاد الكتاب الألماني الشرقي خلفا لإرين شتريتماتر.
منح عام 1967 وسام الاستحقاق الوطني، وفي عام 1969 الجائزة الوطنية من ألمانيا الشرقية وفي عام 1970 على وسام كارل ماركس والميدالية التذكارية للينين.
من أهم كتبه : صور وصفية من الصين Chinesische Aufzeichnungen وهو كتاب يحكي فيه تجربته وذكرياته في الصين. ونشر عام 1972.